# 日本国土開発
日本国土開発株式会社（にほんこくどかいはつ、JDC Corporation）は、日本の中堅総合建設会社（ゼネコン）である。対外的には単に日本国土や国土と称している。

## 概要
1951年（昭和26年）4月に当時の内閣総理大臣吉田茂による土木工事の機械化施工を開拓、普及する目的で実業家の高木陸郎により、国策会社として設立されて以来、建設機械の賃貸から土木工事の請負へ、そして総合建設会社へと変貌を遂げてきた。建設業者許可番号は、国土交通大臣許可 特定建設業 第1000号。
なお、西武ホールディングスのディベロッパーであった「コクド（旧:国土計画株式会社、現プリンスホテル）」や、近畿地方の宅地分譲住宅会社「国土建設」とは無関係である。

## 沿革
- 1951年（昭和26年）資本金1億円にて設立、本社を東京都中央区日本橋茅場町1-12に設置。
- 1957年（昭和32年）日本で初めてのリッパを米国より購入、東京電力横須賀火力発電所工事にてリッパ工法確立。
- 1961年（昭和36年）株式を東京証券取引所市場第2部に上場。
- 1964年（昭和39年）株式を東京証券取引所市場第1部銘柄に指定される。
- 1968年（昭和43年）水中ブルドーザー第1号機、初の公開実験に成功。
- 1970年（昭和45年）大阪証券取引所市場1部に上場。
- 1981年（昭和56年）技術研究所を発足。
- 1992年（平成4年）東京都港区赤坂4-9-9に新本社ビル完成。環境保全、資源の有効利用に全社的に取組む組織としてER（Environment And Resources）企画委員会を設置。
- 1994年（平成6年）マレーシア・トレンガヌ州政府において、ボランティアによる熱帯雨林再生事業を開始（1999年にトレンガヌ政府州より感謝状を受領）。
- 1995年（平成7年）第4回地球環境大賞顕彰制度の地球環境保全貢献企業に選ばれる。シンガポール支店がISO 9002の認証取得。
- 1996年（平成8年）第5回地球環境大賞「経済団体連合会会長賞」を受賞。本社／東京支店がISO9001の認証取得。
- 1997年（平成9年）国内全支店ISO 9001の認証取得。
- 1998年（平成10年）名古屋支店がISO 14001の認証取得。
- 1999年（平成11年）1月会社更生法の手続開始決定（2003（平成15）年 終結）、3月東京及び大阪証券取引所において株式上場廃止。
- 2001年（平成13年）2月資本金減増資、新資本金50億円。東京支店がISO 14001の認証取得。
- 2002年（平成14年）札幌支店・大阪支店がISO 14001の認証取得。シンガポール支店がISO 14001・OHSAS 18001の認証取得。
- 2003年（平成15年）横浜支店・東北支店がISO 14001の認証取得。シンガポール支店がISO 9001の認証取得。9月更生手続終結決定。
- 2012年（平成24年）福島県南相馬市で除染水を市内の河川に放流していたことが報じられた。
- 2019年（平成31年）株式を東京証券取引所第1部市場へ再上場。証券コードは上場廃止前と同じ1887[2][3]。
- 2021年（令和3年）4月10日に創立70周年を迎える。35年ぶりに社員作業服をリニューアル。

### 事業拠点
- 支店：東北（仙台）・東京・横浜・名古屋・西日本（大阪）・広島・九州（博多）・シンガポール・台湾（台北市）　計9支店
- 営業所：東北（青森・盛岡・福島）、東京（札幌・新潟・埼玉（大宮）・千葉・水戸）、名古屋（静岡・三重（津））、西日本（京滋（京都）・神戸・四国（高松））、広島（山口）、九州（熊本・宮崎・沖縄（金武））　計17営業所
- その他：技術センター（神奈川県）

### 関連会社
- 国土開発工業株式会社
- 日本アドックス株式会社
- ANION株式会社
- 宮古発電合同会社を営業者とする匿名組合
- 宇都宮北太陽光発電合同会社を営業者とする匿名組合
- 福島エコクリート株式会社
- 株式会社不来方やすらぎの丘（持分法適用関連会社）
- 国土道路株式会社（2004年、東亜道路工業株式会社に合併され解散）

## 主な施工物件

### 建築工事
- 長崎ハウステンボス
- 長崎港（元船地区）ターミナル（JV）
- 広島平和記念館東館（JV）
- 海上自衛隊徳島航空基地第2格納庫
- 大阪府警察本部（JV）
- 横浜国際総合競技場（日産スタジアム）（JV）
- 浦安マリナイースト21夢海の街1号棟（JV）

### 土木工事
- 東京湾アクアライン（JV）
- 東京国際空港（JV）
- 関西国際空港空港連絡橋（JV）
- 九州新幹線（一部）（JV）
- 東北新幹線（一部）（JV）